# Гуаризи, Анфилоджино
Амфилокио (Анфилоджино) Гуаризи Маркес (порт. Amphilóquio (Anfilogino) Guarisi Marque; 26 декабря 1905, Сан-Паулу — 8 июня 1974, Сан-Паулу), также известный под именем Фило  (порт. Filo) — бразильский и итальянский футболист, игравший на позиции правого нападающего.
Первый урождённый бразилец, ставший чемпионом мира (в составе сборной Италии).

## Карьера
Фило родился в семье Мануэла Аугусто Маркеса, второго в истории президента клуба «Португеза Деспортос». Гуаризи же была фамилия матери Анфилоджино. В возрасте 16 лет он начал играть в основном составе команды, дебютировав 30 апреля 22 года в матче с «Паулистано», в котором его команда проиграла 0:2. В 1924 году, в матче с клубом «Браз» Фило стал автором необычного достижения, забив 5 голов; встреча завершилась вничью 5:5. 28 ноября 1924 года Фило провёл последний матч за «Португезу»; там его команда проиграла «Паулистано» 1:4. Всего в клубом футболист провёл три сезона, забив 21 гол в 50 матчах.
Весной 1924 года он перешёл в Паулистано». Там футболист играл 6 лет. С клубом Фило выиграл три чемпионата штата Сан-Паулу, в одном из которых, в 1926 году, он стал лучшим бомбардиром чемпионата. В 1929 году он перешёл в «Коринтианс», с которым также выиграл два чемпионата штата.
В 1931 году Фило перешёл в итальянский клуб «Лацио», чей президент Ремо Зеноби страстно желал видеть бразильца в составе. 21 августа того же года он дебютировал в составе клуба в матче с «Трастевере». Там футболист выступал 7 лет, проведя 134 матча и забив 43 гола, среди чего выделается хет-трик в матче с «Моденой» 7 сентября 1933 года.
В 1937 году Фило вернулся в «Коринтианс», где провёл три сезона, выиграв три чемпионата штата. А завершил карьеру в «Палестре Италии», где выиграв свой четвёртый подряд титул завершил карьеру.

## Международная карьера
9 ноября 1924 года Фило сыграл первый и единственный мяч за сборную Сан-Паулу, в которой его команда обыграла сборную штата Парана со счётом 5:0. Два гола из пяти забил Фило.
В составе сборной Бразилии Фило дебютировал 11 ноября 1925 года в товарищеском матче с «Коринтиансом» (1:1). В том же году он поехал в составе национальной команды на чемпионат Южной Америки, где в первой игре забил первый мяч за сборную (по другим данным он забил два мяча). Всего за сборную он провёл 6 матчей. Фило был кандидатом на поездку на первый чемпионат мира, но из-за конфликта между футбольными ассоциациями Рио-де-Жанейро и Сан-Паулу место игрокам из клубов Паулисты не нашлось.
Приехав в Италию, Фило получил итальянского гражданство. Он был ориунди: его мать была этнической итальянкой. В составе сборной Италии бразилец дебютировал 14 февраля 1932 года в матче против Швейцарии на Кубке Центральной Европы (3:0). В следующем розыгрыше турнире он провёл 3 матча, а итальянцы по результату стали обладателями трофея. В 1934 году он попал в состав сборной, отправившийся на чемпионат мира, где провёл один матч против США (7:1). Эта встреча стала последней для форварда в розыгрыше соревнования, выигранного Италией. Таким образом Фило стал первым бразильцем, ставшим чемпионом мира по футболу.

## Достижения

### Командные
- Чемпион штата Сан-Паулу (LAF): 1926, 1927, 1929
- Чемпион штата Сан-Паулу (APEA): 1929, 1930, 1937, 1938, 1939, 1940
- Чемпион мира: 1934
- Обладатель Кубка Центральной Европы: 1933—1935

### Личные
- Лучший бомбардир чемпионата штата Сан-Паулу (LAF): 1926 (13 мячей)